# B Sides Themselves
B Sides Themselves to zbiór najlepszych utworów zespołu Marillion nieopublikowanych na płytach, a jedynie na stronach B singli.

## Lista utworów
1. Grendel (Single Version) (17:15)
2. Charting The Single (4:48)
3. Market Square Heroes (Alternative Version – Edit) (3:56)
4. Three Boats Down From The Candy (Alternative Version) (4:01)
5. Cinderella Search (Single Edit) (4:21)
6. Lady Nina (3:43)
7. Freaks (4:04)
8. Tux On (5:12)
9. Margaret (Live) (12:17)